# Complex Esportiu Ciutat dels Esports

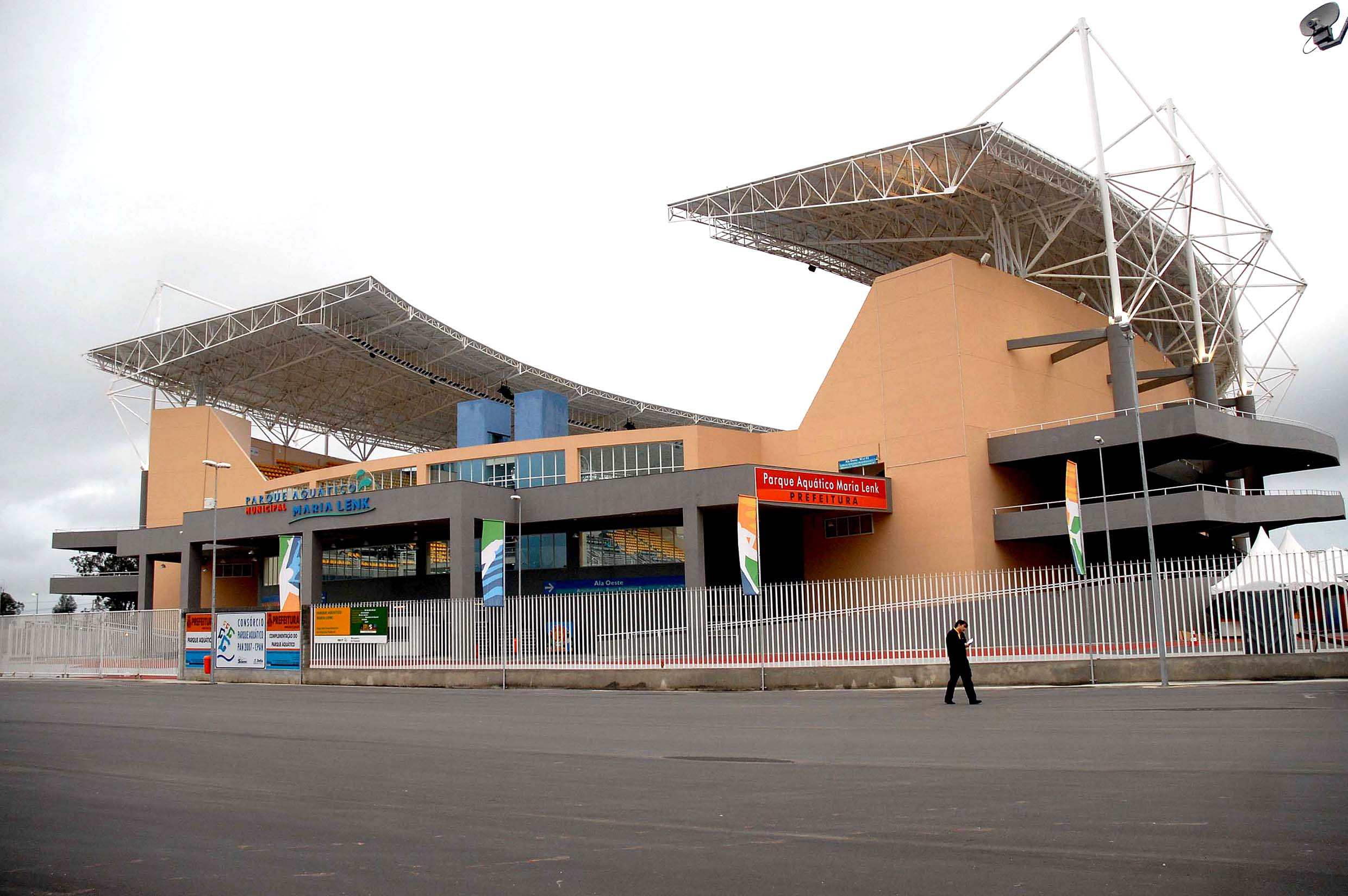
Parc Aquàtic María Lenk

El Complex Esportiu Ciutat dels Esports (en portuguès: Complexo Esportiu Cidade dos Esportes) és un centre esportiu ubicat dins de l'antic Autòdrom Internacional Nelson Piquet a Rio de Janeiro, Brasil.
Va ser construït per la Prefectura de Rio de Janeiro per albergar algunes de les modalitats que es van disputar durant els Jocs Panamericans de 2007. Es van construir tres grans edificacions: l'Arena Multiusos de Rio per les competicions de bàsquet i gimnàstica artística, amb una capacitat per a 15.000 persones; el Parc Aquàtic María Lenk un centre per a natació, natació sincronitzada i salts, amb capacitat per acollir 5.000 persones; així com el Velòdrom de la Barra per disputar ciclisme i patinatge de velocitat capaç de rebre 1.500 espectadors.
Des que Rio de Janeiro va guanyar la candidatura per als Jocs Olímpics de 2016, el Complex Esportiu Ciutat dels Esports ha estat ampliat. Les tres instal·lacions inicials seran utilitzades per als Jocs, i diversos nous edificis han estat construïts, incloent un Estadi Aquàtic Olímpic més gran, el Centre d'Entrenament Olímpic amb quatre pavellons, un petit camp d'Hoquei sobre herba, i un nou Centre de tennis. El Riocentro, que està pròxim del Parc Olímpic, també forma part del Clúster de la Barra, i la Vila Olímpica queda a prop d'aquest complex esportiu.